# Hamahon
Hamahon ist eine osttimoresische Aldeia im Suco Kampung Alor (Verwaltungsamt Dom Aleixo, Gemeinde Dili). 2015 lebten in der Aldeia 307 Menschen.
Das Tetum-Wort „Hamahon“ bedeutet „Schatten“, beziehungsweise „Schatten spendend“ und steht damit in der Bedeutung für „schützen“.

## Geographie

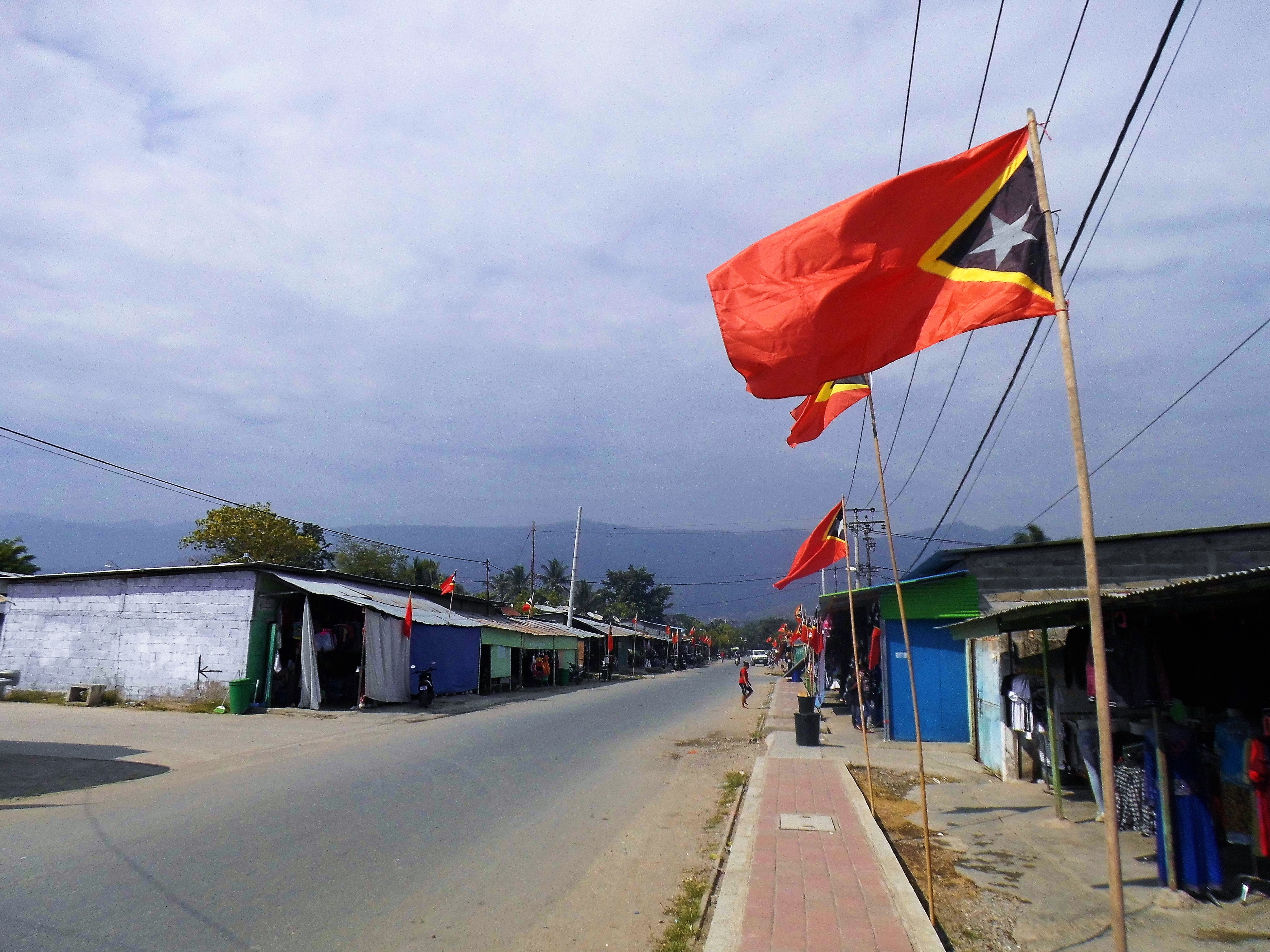
Die Rua de Campo Alor im Osten von Hamahon

Hamahon entspricht dem Stadtteil Karketu. Die Aldeia nimmt den Nordwesten des Sucos Kampung Alor ein und reicht von der Küste der Bucht von Dili, mit dem Praia dos Coqueiros, im Norden bis zum Travessa de Tuna Tasi im Süden, wo die Aldeia Rai Lacan beginnt. Im Osten grenzt Hamahon an die Aldeia Anin Fuic (ehemals Atarac Laran) und im Westen an den Suco Fatuhada. Entlang führt die Avenida de Portugal. Von ihr zweigen die Rua da Campo Alor und die Rua do Tubarão ab, die die Aldeia von Nord nach Süd durchqueren. Von Westen aus kommt als dritte Achse die Rua do Salmão dazu.

## Einrichtungen
Die Annur-Moschee bildet das Zentrum der Aldeia. Sie ist die größte Moschee des Landes. Um sie herum befinden sich mehrere Bildungseinrichtungen: das Edifício Leli, die Timor Islam School Al Mufarr, die Prä-Sekundarschule und die Sekundarschule Annur.